# فرانک براون (بازیکن فوتبال، زاده ۱۸۹۰)
فرانک براون (انگلیسی: Frank Brown؛ زادهٔ ۱ ژانویهٔ ۱۸۹۰) بازیکن فوتبال، و سرمربی (فوتبال) اهل بریتانیا است.
از باشگاه‌هایی که در آن بازی کرده‌است می‌توان به باشگاه فوتبال بلکپول اشاره کرد.